# Општина Пунгарабато (Гереро)
Пунгарабато (шп. Pungarabato) општина је у Мексику у савезној држави Гереро. Општина се налази на надморској висини од 241 м.

## Становништво
Према подацима из 2010. у општини је живело 37035 становника.

### Хронологија
| Година       | 2000                  | 2005                  | 2010                  |
| ------------ | --------------------- | --------------------- | --------------------- |
| Становништво | 34740 (16918 / 17822) | 36466 (17610 / 18856) | 37035 (17921 / 19114) |

### Попис
| \| \| м \| \| \| ж \| \| 0—2 \| 1.132 \| \| \| 1.135 \| \| 3—5 \| 1.216 \| \| \| 1.116 \| \| 6—11 \| 2.328 \| \| \| 2.232 \| \| 12—14 \| 1.118 \| \| \| 1.153 \| \| 15—17 \| 1.209 \| \| \| 1.176 \| \| 18—24 \| 2.244 \| \| \| 2.550 \| \| 60+ \| 1.623 \| \| \| 1.799 \| \| Просек : \| 27,9 \| \| \| 29,0 \| |       |  |  |       |
| |       |  |  |       |
| | м     |  |  | ж     |
| 0—2 | 1.132 |  |  | 1.135 |
| 3—5 | 1.216 |  |  | 1.116 |
| 6—11 | 2.328 |  |  | 2.232 |
| 12—14 | 1.118 |  |  | 1.153 |
| 15—17 | 1.209 |  |  | 1.176 |
| 18—24 | 2.244 |  |  | 2.550 |
| 60+ | 1.623 |  |  | 1.799 |
| Просек : | 27,9  |  |  | 29,0  |

| #   | Индикатор                                                                                        | Вредност |
| --- | ------------------------------------------------------------------------------------------------ | -------- |
| 1   | Становништво од 0 до 2 године                                                                    | 2267     |
| 2   | Мушко становништво од 0 до 2 године                                                              | 1132     |
| 3   | Женско становништво од 0 до 2 године                                                             | 1135     |
| 4   | Становништво са 3 и више година                                                                  | 34507    |
| 5   | Мушко становништво са 3 и више година                                                            | 16663    |
| 6   | Женско становништво са 3 и више година                                                           | 17844    |
| 7   | Становништво са 5 и више година                                                                  | 32919    |
| 8   | Мушко становништво са 5 и више година                                                            | 15849    |
| 9   | Женско становништво са 5 и више година                                                           | 17070    |
| 10  | Становништво са 12 и више година                                                                 | 27615    |
| 11  | Мушко становништво са 12 и више година                                                           | 13119    |
| 12  | Женско становништво са 12 и више година                                                          | 14496    |
| 13  | Становништво са 15 и више година                                                                 | 25344    |
| 14  | Мушко становништво са 15 и више година                                                           | 12001    |
| 15  | Женско становништво са 15 и више година                                                          | 13343    |
| 16  | Становништво са 18 и више година                                                                 | 22959    |
| 17  | Мушко становништво са 18 и више година                                                           | 10792    |
| 18  | Женско становништво са 18 и више година                                                          | 12167    |
| 19  | Становништво од 3 до 5 година                                                                    | 2332     |
| 20  | Мушко становништво од 3 до 5 година                                                              | 1216     |
| 21  | Женско становништво од 3 до 5 година                                                             | 1116     |
| 22  | Становништво од 6 до 11 година                                                                   | 4560     |
| 23  | Мушко становништво од 6 до 11 година                                                             | 2328     |
| 24  | Женско становништво од 6 до 11 година                                                            | 2232     |
| 25  | Становништво од 8 до 14 година                                                                   | 5380     |
| 26  | Мушко становништво од 8 до 14 година                                                             | 2728     |
| 27  | Женско становништво од 8 до 14 година                                                            | 2652     |
| 28  | Становништво од 12 до 14 година                                                                  | 2271     |
| 29  | Мушко становништво од 12 до 14 година                                                            | 1118     |
| 30  | Женско становништво од 12 до 14 година                                                           | 1153     |
| 31  | Становништво од 15 до 17 година                                                                  | 2385     |
| 32  | Мушко становништво од 15 до 17 година                                                            | 1209     |
| 33  | Женско становништво од 15 до 17 година                                                           | 1176     |
| 34  | Становништво од 18 до 24 године                                                                  | 4794     |
| 35  | Мушко становништво од 18 до 24 године                                                            | 2244     |
| 36  | Женско становништво од 18 до 24 године                                                           | 2550     |
| 37  | Женско становништво од 15 до 49 година                                                           | 10097    |
| 38  | Становништво са 60 и више година                                                                 | 3422     |
| 39  | Мушко становништво са 60 и више година                                                           | 1623     |
| 40  | Женско становништво са 60 и више година                                                          | 1799     |
| 41  | Однос између мушкараца и жена                                                                    | 93.76    |
| 42  | Становништво од нуле до 14 година                                                                | 11430    |
| 43  | Становништво од 15 до 64 године                                                                  | 22838    |
| 44  | Становништво од 65 година и више                                                                 | 2506     |
| 45  | Просечан број деце                                                                               | 2.53     |
| 46  | Становништво рођено у ентитету                                                                   | 32686    |
| 47  | Мушко становништво рођено у ентитету                                                             | 15713    |
| 48  | Женско становништво рођено у ентитету                                                            | 16973    |
| 49  | Становништво рођено у другом ентитету                                                            | 3766     |
| 50  | Мушко становништво рођено у другом ентитету                                                      | 1911     |
| 51  | Женско становништво рођено у другом ентитету                                                     | 1855     |
| 52  | Становништво од 5 година и више резидентно у ентитету у јуну 2005. године                        | 31511    |
| 53  | Мушко становништво старосног доба од 5 година и више, резидентно у ентитету у јуну 2005. године  | 15065    |
| 54  | Женско становништво старосног доба од 5 и више година, резидентно у ентитету у јуну 2005. године | 16446    |
| 55  | Становништво од 5 година и више које је живело у другом ентитету у јуну 2005. године             | 902      |
| 56  | Мушко становништво старије од 5 година које је живело у другом ентитету у јуну 2005. године      | 457      |
| 57  | Женско становништво старије од 5 година које је живело у другом ентитету у јуну 2005. године     | 445      |
| 58  | Становништво од 3 године и више које говори аутохтони језик                                      | 166      |
| 59  | Мушко становништво старо 3 године и више које говори аутохтони језик                             | 103      |
| 60  | Женско становништво старо 3 године и више које говори аутохтони језик                            | 63       |
| 61  | Становништво од 3 године и више које говори аутохтони језик и не говори шпански језик            | 0        |
| 62  | Мушко становништво старо 3 године и више које говори аутохтони језик и не говори шпански         | 0        |
| 63  | Женско становништво старо 3 године и више које говори аутохтони језик и не говори шпански језик  | 0        |
| 64  | Становништво старо 3 године и више које говори аутохтони језик и шпански                         | 123      |
| 65  | Мушко становништво старо 3 године и више које говори аутохтони језик и шпански                   | 81       |
| 66  | Женско становништво старо 3 године и више које говори аутохтони језик и шпански                  | 42       |
| 67  | Становништво од 5 година и више које говори аутохтони језик                                      | 163      |
| 68  | Становништво од 5 година и више које говори аутохтони језик и не говори шпански језик            | 0        |
| 69  | Становништво од 5 година и више које говори аутохтони језик и говори шпански језик               | 123      |
| 70  | Становништво у домородачким домаћинствима                                                        | 392      |
| 71  | Становништво са ограничењима у активностима                                                      | 1371     |
| 72  | Становништво са ограниченим ходањем или кретањем, горе или доле                                  | 803      |
| 73  | Становници са ограничењима вида, чак и уз кориштење сочива                                       | 302      |
| 74  | Становништво са ограничењима говора, комуникације или конверзације                               | 126      |
| 75  | Становништво са ограниченим слухом                                                               | 155      |
| 76  | Становништво са ограничењима при одевању, купању или јелу                                        | 50       |
| 77  | Становништво са ограничењима у опажању или учењу једноставних ствари                             | 26       |
| 78  | Становништво са менталним ограничењима                                                           | 127      |
| 79  | Становништво без ограничења активности                                                           | 35164    |
| 80  | Становништво од 3 до 5 година које не похађа школу                                               | 1019     |
| 81  | Мушко становништво од 3 до 5 година које не похађа школу                                         | 518      |
| 82  | Женско становништво од 3 до 5 година које не похађа школу                                        | 501      |
| 83  | Становништво од 6 до 11 година које не похађа школу                                              | 138      |
| 84  | Мушко становништво од 6 до 11 година које не похађа школу                                        | 86       |
| 85  | Женско становништво од 6 до 11 година које не похађа школу                                       | 52       |
| 86  | Становништво од 12 до 14 година које не похађа школу                                             | 233      |
| 87  | Мушко становништво од 12 до 14 година које не похађа школу                                       | 125      |
| 88  | Женско становништво од 12 до 14 година које не похађа школу                                      | 108      |
| 89  | Становништво од 15 до 17 година похађа школу                                                     | 1653     |
| 90  | Мушко становништво од 15 до 17 година похађа школу                                               | 821      |
| 91  | Женско становништво између 15 и 17 година живота у школи                                         | 832      |
| 92  | Становништво од 18 до 24 године похађа школу                                                     | 1257     |
| 93  | Мушко становништво од 18 до 24 године похађа школу                                               | 622      |
| 94  | Женско становништво од 18 до 24 године похађа школу                                              | 635      |
| 95  | Становништво од 8 до 14 година које не може да чита и пише                                       | 292      |
| 96  | Мушко становништво старосног доба од 8 до 14 година које не може да чита и пише                  | 182      |
| 97  | Женско становништво старосног доби од 8 до 14 година које не може да чита и пише                 | 110      |
| 98  | Становништво од 15 година и више које је неписмено                                               | 3009     |
| 99  | Мушко становништво од 15 година и више које је неписмено                                         | 1207     |
| 100 | Женско становништво од 15 година и више које је неписмено                                        | 1802     |
| 101 | Становништво старо 15 и више година без школовања                                                | 3114     |
| 102 | Мушко становништво старо 15 и више година без школовања                                          | 1298     |
| 103 | Женско становништво старо 15 и више година без школовања                                         | 1816     |
| 104 | Становништво старосног доба 15 и више година са непотпуним основним образовањем                  | 3588     |
| 105 | Мушко становништво старосног доба од 15 година и више са непотпуном основним образовањем         | 1595     |
| 106 | Женско становништво старосног доба 15 и више година са непотпуном основним образовањем           | 1993     |
| 107 | Становништво старо 15 и више година са комплетним основним образовањем                           | 4081     |
| 108 | Мушко становништво старо 15 година и више са комплетним основним образовањем                     | 1839     |
| 109 | Женско становништво старо 15 и више година са комплетним основним образовањем                    | 2242     |
| 110 | Становништво старосног доба 15 и више година са непотпуним средњим образовањем                   | 1352     |
| 111 | Мушко становништво старосног доба од 15 година и више са непотпуним средњим образовањем          | 728      |
| 112 | Женско становништво старосног доба од 15 година и више са непотпуним средњим образовањем         | 624      |
| 113 | Становништво старо 15 и више година са пуним секундарном образовањем                             | 4510     |
| 114 | Мушко становништво старосног доба од 15 година и више са пуним секундарном образовањем           | 2217     |
| 115 | Женско становништво старосног доба од 15 година и више са пуним секундарном образовањем          | 2293     |
| 116 | Становништво старије од 18 година са постосновним образовањем                                    | 7810     |
| 117 | Мушко становништво старије од 18 година са постосновним образовањем                              | 3947     |
| 118 | Женско становништво старије од 18 година са постосновним образовањем                             | 3863     |
| 119 | Просечна оцена школовања                                                                         | 7.94     |
| 120 | Просечан ниво образовања мушке популације                                                        | 8.26     |
| 121 | Просечан ниво образовања женског становништва                                                    | 7.66     |
| 122 | Економски активно становништво                                                                   | 14514    |
| 123 | Економски активна мушка популација                                                               | 9706     |
| 124 | Економски активна женска популација                                                              | 4808     |
| 125 | Становништво које није економски активно                                                         | 12905    |
| 126 | Мушко становништво које није економски активно                                                   | 3301     |
| 127 | Женско становништво које није економски активно                                                  | 9604     |
| 128 | Запослено становништво                                                                           | 13856    |
| 129 | Запослено мушко становништво                                                                     | 9151     |
| 130 | Запослено женско становништво                                                                    | 4705     |
| 131 | Незапослена популација                                                                           | 658      |
| 132 | Незапослена мушка популација                                                                     | 555      |
| 133 | Незапослена женска популација                                                                    | 103      |
| 134 | Становништво без права на здравствене услуге                                                     | 22806    |
| 135 | Становништво које има право на здравствене услуге                                                | 13907    |
| 136 | Становништво које има право на ИМСС                                                              | 4731     |
| 137 | Становништво које има право на социјално осигурање                                               | 2944     |
| 138 | Становништво које има право на државно социјално осигурање                                       | 58       |
| 139 | Становништво које има право на опште осигурање или здравствено осигурање за нову генерацију      | 4386     |
| 140 | Становништво које је било једном или није било у браку током 12 година и више                    | 9318     |
| 141 | Венчано или уједињено становништво од 12 година и више                                           | 15450    |
| 142 | Становништво које је било у браку или уједињено 12 година и више                                 | 2788     |
| 143 | Становништво са католичком религијом                                                             | 31391    |
| 144 | Протестанти, еванђелисти и библијски следбеници различити од еванђелиста                         | 3880     |
| 145 | Становништво са другим религијама различитим од претходних                                       | 11       |
| 146 | Становништво без религије                                                                        | 971      |
| 147 | Укупно пописаних домаћинства                                                                     | 8841     |
| 148 | Пописна домаћинства на челу са мушкарцима                                                        | 6395     |
| 149 | Пописна домаћинства на челу са женама                                                            | 2446     |
| 150 | Становништво у пописним домаћинствима                                                            | 36706    |
| 151 | Становништво у пописним домаћинствима на челу са мушкарцима                                      | 27510    |
| 152 | Становништво у пописним домаћинствима на челу са женама                                          | 9196     |
| 153 | Укупно домаћинстава                                                                              | 12202    |
| 154 | Укупно насељених домаћинстава                                                                    | 8927     |
| 155 | Укупно приватних кућа                                                                            | 12116    |
| 156 | Насељени приватни домови                                                                         | 8841     |
| 157 | Укупно насељених приватних кућа                                                                  | 8924     |
| 158 | Ненасељене приватне куће                                                                         | 2626     |
| 159 | Појединачна домаћинства за привремену употребу                                                   | 649      |
| 160 | Становници у насељеним приватним кућама                                                          | 36706    |
| 161 | Насељеност станара у приватним становима                                                         | 4.15     |
| 162 | Просечно становника по соби у приватним насељеним домаћинствима                                  | 1.56     |
| 163 | Појединачна домаћинства са подовима од различитих материјала од земље                            | 7738     |
| 164 | Појединачна домаћинства у приземљу                                                               | 1053     |
| 165 | Појединачна домаћинства са једном спаваћом собом                                                 | 4135     |
| 166 | Појединачна домаћинства са две спаваће собе и више                                               | 4636     |
| 167 | Појединачна домаћинства са једним собом                                                          | 1693     |
| 168 | Појединачна домаћинства са две собе                                                              | 2936     |
| 169 | Појединачна домаћинства са 3 собе и више                                                         | 4146     |
| 170 | Појединачна домаћинства која имају електрично светло                                             | 8736     |
| 171 | Појединачна домаћинства која немају електрично светло                                            | 52       |
| 172 | Појединачна домаћинства која имају водоводну воду у стамбеном простору                           | 6245     |
| 173 | Појединачна домаћинства која немају водоводну воду у стамбеном простору                          | 2533     |
| 174 | Појединачна домаћинства која имају тоалет                                                        | 8330     |
| 175 | Појединачна домаћинства која имају канализацију                                                  | 8308     |
| 176 | Појединачна домаћинства која немају канализацију                                                 | 453      |
| 177 | Појединачна домаћинства која имају електрично светло, довод воде из јавне мреже и канализацију   | 6048     |
| 178 | Појединачна домаћинства без икаквих услова                                                       | 170      |
| 179 | Појединачна домаћинства која имају радио                                                         | 5682     |
| 180 | Појединачна домаћинства која имају телевизор                                                     | 8182     |
| 181 | Појединачна домаћинства која имају фрижидер                                                      | 7972     |
| 182 | Појединачна домаћинства која имају машину за веш                                                 | 4720     |
| 183 | Појединачна домаћинства која имају аутомобил или комби                                           | 3146     |
| 184 | Појединачна домаћинства која имају рачунар                                                       | 1940     |
| 185 | Појединачна домаћинства која имају фиксну телефонску линију                                      | 3477     |
| 186 | Појединачна домаћинства која имају мобилни телефон                                               | 4915     |
| 187 | Појединачна домаћинства која имају приступ интернету                                             | 1411     |